# Nem Vamos Tocar Nesse Assunto
"Nem Vamos Tocar Nesse Assunto" é o segundo álbum da banda paranaense, Banda Gentileza lançado em 2015.  

## Faixas
Compõem o disco, as faixas: 
| N.º | Título                     | Duração |  |
| 1.  | "Eu sempre quis"           | 1:55    |  |
| 2.  | "Pesadelo"                 | 3:44    |  |
| 3.  | "Casa"                     | 4:10    |  |
| 4.  | "Por onde anda"            | 3:07    |  |
| 5.  | "Espiões"                  | 3:30    |  |
| 6.  | "Chorume"                  | 3:51    |  |
| 7.  | "Por mais que fosse pouco" | 3:31    |  |
| 8.  | "3 x 4"                    | 4:03    |  |
| 9.  | "Tudo teu"                 | 4:52    |  |

## Recepção da crítica
Guilherme Sobota, do jornal O Estado de São Paulo, classificou o disco como "entre letras criativas que misturam o escárnio e o amor, o novo disco traz o rock autoral e polifônico já conhecido pelos fãs, mas agora mais maduro, equilibrado e potente". 
Fernanda Meirelles, do Tenho Mais Discos Que Amigos, aferiu que "Com sonoridade reta, suja e pungente, o álbum promete levar a Gentileza para um caminho mais experimental, mantendo o carisma e bom humor já característicos da banda". 